# البرنامج الفضائي اللبناني
البرنامج الفضائي اللبناني
هو برنامج حكومي بين 1960 و 1967 لاطلاق صاروخ نحو الفضاء
و هو أول مشروع من نوعه في الشرق الأوسط
قام لبنان في 1960 بتجنيد مجموعة من الخبرات اللبنانية وبمساعدة الخبرات الفنية الأرمينية بتركيب أول صاروخ في الشرق الأوسط سمي باسم ارز Cedar تيمنا بشجرة الارز اللبنانية وقد تم اطلاق نماذج تجريبية منه بنجاح ومنها النموذج Cedar IV
لقد كان للبنان امكانيات علمية هامة ولو انها مهجرة ومن اهمها في مجال الفضاء في تلك الفترةمصطفى شاهين العالم اللبناني البارز في مجال الفضاء.
و بالموازنة وفي نفس التاريخ أي في العام 1960, زرع بن غوريون البذرة الأولى في حقل الفضاء الإسرائيلي، عندما أمر بإنشاء اللجنة القومية لأبحاث الفضاء.
وكان الهدف من إنشاء هذه اللجنة تهيئة جو عام يؤدي بعد سنوات إلى وضع البنية الاساسية لبرنامج فضائي.
و فعلا فقد نجح البرنامج الفضائي الإسرائيلي إذ تمكنت إسرائيل من إطلاق مجموعة من الأقمار الصناعية لخدمة وحماية اتصالاتها والتجسس على العرب ومن اهمها سلسلة اوفيك (أفق1، أفق2، افق3، افق4، افق5) ثم سلسلة عاموس

غير ان البرنامج الفضائي اللبناني توقف في 1967 مع هزيمة العرب ومنهم لبنان امام إسرائيل في حرب حزيران 1967

طابع لبناني اصدر في 1964 تظهر فيه صورة الصاروخ اللبناني

لم يبقَ من هذا المشروع الا الذكريات حيث قامت مجموعة من اللبنانين بتأسيس «الجمعية اللبنانية للصواريخ» التي تبحث في برنامج الفضاء اللبناني وتنشط في المعارض الوطنية والدولية

معلق اعلان فيلم لبنان يغزو الفضاء

قد قامت هذه الجمعية بانتاج فيلم وثائقي حول هذا المشروع بعنوانلبنان يغزو الفضاء أو "The stange tale of the lebanese space race" اخرجاه اللبنايان جوانا حاجي توما وخليل جريج

## وصلات خارجية
موقع الجمعية اللبنانية للصواريخ[وصلة مكسورة]
صفحة فيسبوك الخاصة بالجمعية  على فيسبوك.
تقرير اذاعة روسيا اليوم عن معرض الجمعية اللبنانية للصواريخ
مقال من جريدة المستقبل حول معرض مشروع النادي اللبناني للصواريخ[وصلة مكسورة]

## مشاريع فضائية أخرى
البرنامج الفضائي العراقي
البرنامج الفضائي السوري
البرنامج الفضائي المصري
البرنامج الفضائي السعودي
البرنامج الفضائي الإماراتي
البرنامج الفضائي الجزائري
البرنامج الفضائي المغربي
البرنامج الفضائي الإسرائيلي
البرنامج الفضائي الإيراني
البرنامج الفضائي التركي
البرنامج الفضائي الهندي
البرنامج الفضائي الباكستاني
البرنامج الفضائي الاندونيسي
البرنامج الفضائي الماليزي
البرنامج الفضائي السنغافوري
البرنامج الفضائي التايواني
البرنامج الفضائي الفيتنامي
البرنامج الفضائي التايلاندي
البرنامج الفضائي الأسترالي
البرنامج الفضائي الأمريكي
البرنامج الفضائي السوفيتي
البرنامج الفضائي البلغاري
البرنامج الفضائي الأوكراني
البرنامج الفضائي البريطاني
البرنامج الفضائي الدانماركي
البرنامج الفضائي النرويجي
البرنامج الفضائي السويدي
البرنامج الفضائي الفلندي
البرنامج الفضائي الألماني
البرنامج الفضائي النمساوي
البرنامج الفضائي المجري
البرنامج الفضائي الإيطالي
البرنامج الفضائي الإسباني
البرنامج الفضائي الصيني
البرنامج الفضائي الياباني
البرنامج الفضائي الكوري الجنوبي
البرنامج الفضائي الكوري الشمالي
مقارنة بين البرامج  الفضائية الآسيوية (بالإنجليزية)

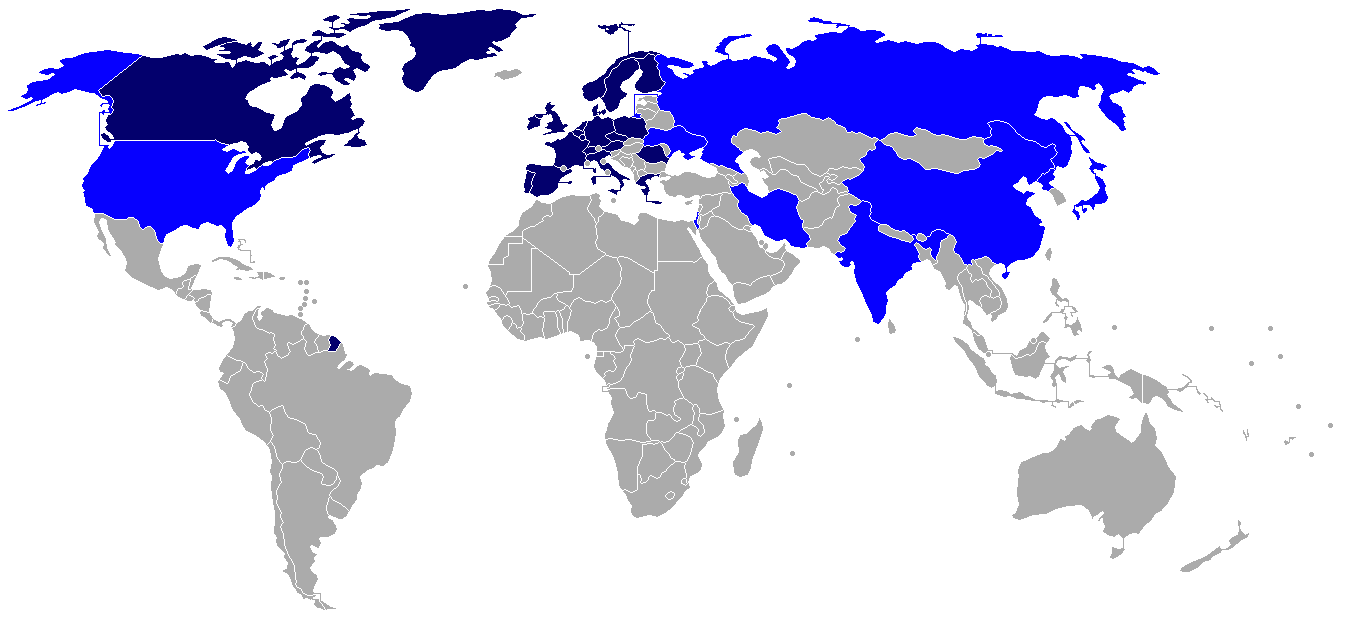
دول قادرة على اطلاق صواريخ إلى الفضاء

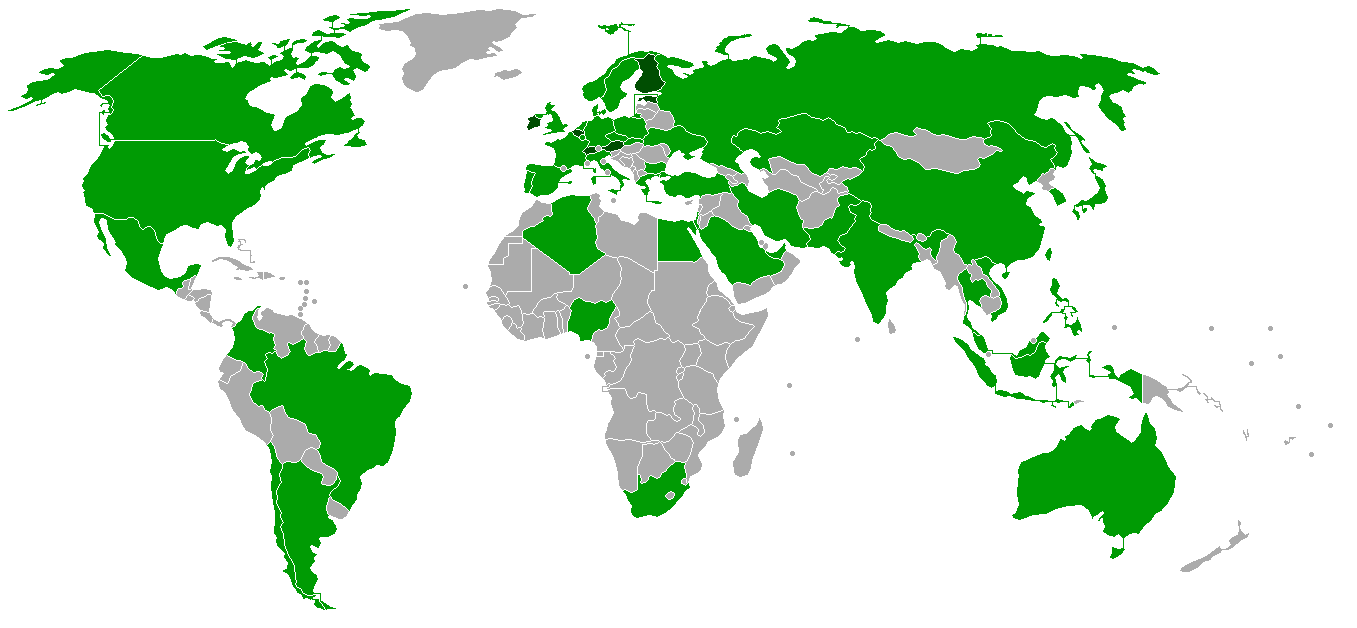
خريطة الدول التي لها الامكانيات لاطلاق اقمار صناعية

البرنامج الفضائي الكندي
البرنامج الفضائي الجنوب أفريقي
البرنامج الفضائي الأرجنتيني
البرنامج الفضائي البرازيلي
البرنامج الفضائي الفنزويلي
البرنامج الفضائي المكسيكي
البرنامج الفضائي النيجيرياني
البرنامج الفضائي التونسي